# Stora Brinnasen
Stora Brinnasen är en sjö i Ljusdals kommun i Hälsingland och ingår i Ljusnans huvudavrinningsområde. Sjön har en area på 0,282 kvadratkilometer och ligger 199,2 meter över havet. Sjön avvattnas av vattendraget Stocksboån (Sundsån).

## Delavrinningsområde
Stora Brinnasen ingår i det delavrinningsområde (684719-150097) som SMHI kallar för Utloppet av Stora Brinnasen. Medelhöjden är 213 meter över havet och ytan är 2,01 kvadratkilometer. Räknas de 14 avrinningsområdena uppströms in blir den ackumulerade arean 77,17 kvadratkilometer. Stocksboån (Sundsån) som avvattnar avrinningsområdet har biflödesordning 3, vilket innebär att vattnet flödar genom totalt 3 vattendrag innan det når havet efter 142 kilometer. Avrinningsområdet består mestadels av skog (75 procent). Avrinningsområdet har 0,28 kvadratkilometer vattenytor vilket ger det en sjöprocent på 13,9 procent.